# Hesperocnide tenella
Hesperocnide tenella är en nässelväxtart som beskrevs av John Torrey. Hesperocnide tenella ingår i släktet Hesperocnide och familjen nässelväxter. Inga underarter finns listade i Catalogue of Life.